# Cueva de Goikolau
La cueva de Goikolau está situada en la localidad de Berriatúa (Vizcaya, País Vasco, España), donde se han hallado restos arqueológicos y arte rupestre datados entre el período magdaleniense y el Imperio Romano.

## Situación y características de la cavidad
La cueva está en el barrio denominado Mereludi del municipio de Berriatua, concretamente en la falda del monte Gaztelukoatxa, muy cerca de la cueva de Atxurra. Los terrenos donde se sitúa son calizas urgonianas del Cretácico Inferior, a favor de cuyas fracturas están abiertas las galerías de la cueva de Goikolau, con una dirección principal NO-SE, cruzada con varias galerías menores abiertas en sentido SO-NE.

## Historia de las exploraciones
Siendo una cueva conocida desde siempre por los habitantes de la zona, su primera inspección arqueológica tuvo lugar en 1935, cuando Telesforo Aranzadi y José Miguel Barandiaran, que se encontraban excavando en la cueva de Atxurra, fueron informados de su existencia. En aquella ocasión encontraron restos de una tumba en la anteúltima galería en dirección NE. El año siguiente, José Miguel Barandiaran retornó con sus ayudantes y localizó una nueva sepultura en la última galería en dirección NE. Su actuación se limitó a la recogida de restos en lasuperficie, que fueron guardados en el Seminario Conciliar de Saturraran, donde dichos restos se perdieron, junto con otros de diferentes yacimientos, al tener que abandonarlos Barandiaran cuando se embarcó hacia Labort para huir de la Guerra Civil.
Tras retornar a Guipúzcoa, Barandiaran reanudó los trabajos de Goikolau en 1962, asistido por miembros del Museo Arqueológico de Bilbao y del Grupo Espeleológico Vizcaíno. Procedieron a excavar la zona de entrada y a recoger nuevos materiales en las tumbas anteriormente localizadas. Fue entonces cuando descubrieron las primeras manifestaciones de arte rupestre. En 1963 realizaron una nueva campaña, prosiguiendo la excavación de la zona de entrada e identificando nuevo arte rupestre; la mayor parte de los resultados de esta segunda campaña permanecen inéditos.
En la década de 1980, el Speleo Club Beti Goruntz realizó muestreos biológicos en la cavidad, y el equipo arqueológico de Carlos Basas Faure efectuó dos campañas de excavación, revisando asimismo el arte rupestre.
El año 2015, con ocasión de las labores de reparación del cierre de la cueva por encargo de la Diputación Foral de Vizcaya, ADES Espeleología Elkartea reexploró la cavidad, examinando el estado de los yacimientos y actualizando el plano topográfico mediante instrumental de precisión.

## Yacimiento arqueológico
Las excavaciones realizadas en la zona de entrada han revelado que la cueva se ha venido utilizando como recinto de habitación al menos desde el Magdaleniense Superior, con posteriores ocupaciones que datan del Bronce, Hierro y etapa romana. En cuanto a los enterramientos, su tipología corresponde al Bajo Imperio Romano (siglos IV-V de nuestra era).
En lo que se refiere al arte rupestre, la mayor parte del mismo corresponde al llamado arte esquemático. Una pequeña parte representa seres vivientes, entre ellas la manifestación más conocida correspondiente a un caprino en posición vertical. No hay unanimidad sobre su datación precisa, aunque los especialistas atribuyen las representaciones de seres animados al Paleolítico Superior, el resto a un período que puede acotarse entre el Bronce tardío y la época romana.